# Lewki (Dąbrowa Białostocka)
Lewki est un village de Pologne, situé dans la gmina de Dąbrowa Białostocka, dans le Powiat de Sokółka, dans la voïvodie de Podlachie.

## Source
- (en) Cet article est partiellement ou en totalité issu de l’article de Wikipédia en anglais intitulé « Lewki, Sokółka County » (voir la liste des auteurs).